# Paramesosella affinis
Paramesosella affinis là một loài bọ cánh cứng trong họ Cerambycidae.